# Tio Bitar
Tio Bitar (en sueco, diez piezas) es el cuarto álbum de estudio de la banda sueca de Rock psicodélico Dungen. Fue publicado por Subliminal Sounds en Suecia en abril de 2007.
El disco cuenta con diferentes ediciones según el país de publicación, incluyendo una edición especial para coleccionistas en vinilo, lanzada exclusivamente en Suecia. En Estados Unidos fue publicado el 15 de mayo bajo el sello Kemado Records, mientras que en Japón, a través de Vroom-Sound, y en Australia, bajo el sello Process, vio la luz en junio de 2007.

## Canciones
1. Intro - 3:47
2. Familj (familia) - 5:45
3. Gör det nu (hazlo ahora) - 3:07
4. C Visar Vägen (la 'C' enseña el camino) - 4:32
5. Du ska inte tro att det ordnar sig (no deberías esperar que funcionase) - 3:30
6. Mon amour - 8:47
7. Så blev det bestämt (así fue liquidado) - 4:01
8. Ett skäl att trivas (una razón para prosperar) - 3:03
9. Svart är Himlen (negro es el cielo) - 2:17
10. En gång i år kom det en tår (unavez este año llegó una lágrima) - 3:45

- Datos: Q7808687